# Guerra di restaurazione portoghese
Per guerra di restaurazione portoghese (guerra da Restauração) si intende quel periodo della storia del Portogallo tra il colpo di stato del 1640 e il trattato di Lisbona (1668), marcato sia da continue schermaglie sia da sporadici eventi bellicosi tra Spagna e Portogallo. Nella lotta tra i due stati iberici furono coinvolte spesso anche le altre potenze europee dell'epoca.

## Eventi che portarono alla rivoluzione

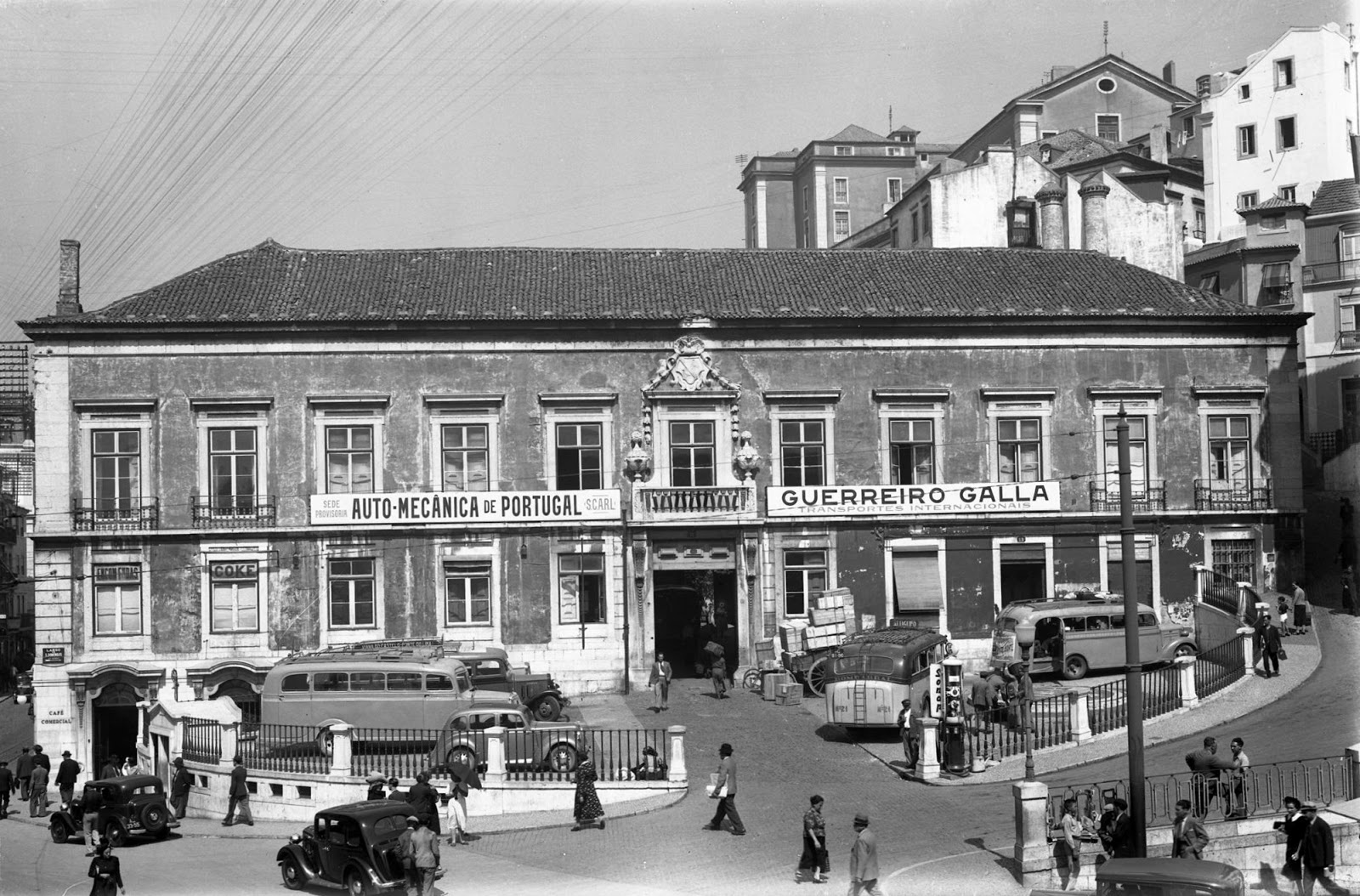
Foto del 1939 del Palácio da Independência o Palácio dos Condes de Almada, il luogo dove i Quaranta Congiurati pianificarono la sollevazione del 1º dicembre 1640.

Quando Filippo II del Portogallo (meglio conosciuto come Filippo III di Spagna) morì, il figlio Filippo III ascese al trono portoghese, nonché a quello castigliano. Filippo III aveva un diverso atteggiamento nei confronti delle questioni portoghesi: aumentò le imposte per i mercanti e conferì diversi posti di comando a notabili castigliani, con l'intento ultimo di integrare il Portogallo alla Castiglia. Questo creò malcontento tra i portoghesi e determinò la perdita di influenza presso le Cortes.
Tutto ciò culminò in un colpo di Stato organizzato dalla nobiltà e dalla borghesia portoghese. Esso prese avvio il 1º dicembre 1640, sessanta anni dopo l'incoronazione di Filippo I del Portogallo, il primo monarca di tutta la penisola iberica. Il complotto venne pianificato dal gruppo dei cosiddetti Quaranta congiurati, guidato da Antão Vaz de Almada, Miguel de Almeida e João Pinto Ribeiro. Questi, insieme a diversi associati, uccisero il Segretario di Stato, Miguel de Vasconcelos, e imprigionarono la cugina del re, la Duchessa di Mantova, che governava il Portogallo in suo nome. Il momento era ben scelto: le truppe di Filippo erano, in questo periodo, impegnate a combattere nel Nord Europa e a domare una rivolta in Catalogna.
Il sostegno della popolazione diventò immediato, e, nel giro di poche ore, Giovanni, VIII duca di Braganza fu acclamato re del Portogallo. Il 2 dicembre 1640, solamente un giorno dopo il colpo di Stato, Giovanni, nella qualità di sovrano, aveva già spedito una lettera alla Camera comunale di Évora.
Il risultante conflitto con la Spagna portò il Portogallo a partecipare alla guerra dei trent'anni come partecipante minore. Dal 1641 al 1668, il periodo in cui le due nazioni erano in guerra, la Spagna cercò di isolare militarmente e diplomaticamente il Portogallo. Il Portogallo tentò di trovare le risorse per mantenere la sua indipendenza attraverso sagge alleanze e il mantenimento delle sue entrate coloniali.

## Preparativi per la guerra
Dopo essere asceso al trono, Giovanni IV cercò di rafforzare la sua posizione. L'11 dicembre 1640 venne creato un Consiglio di guerra per organizzare tutte le operazioni. In seguito il re creò una junta che si occupasse delle fortezze vicino ai confini e della difesa di Lisbona. Un anno dopo, nel dicembre 1641 venne creata una tenenza per assicurare che tutte le fortezze del paese fossero curate. Giovanni IV organizzò anche l'esercito, ripristinando alcune tasse dell'epoca di re Sebastiano. Iniziò anche a intraprendere una campagna diplomatica per restaurare le buone relazioni con l'Inghilterra.

## Contesto: relazioni tra le potenze europee

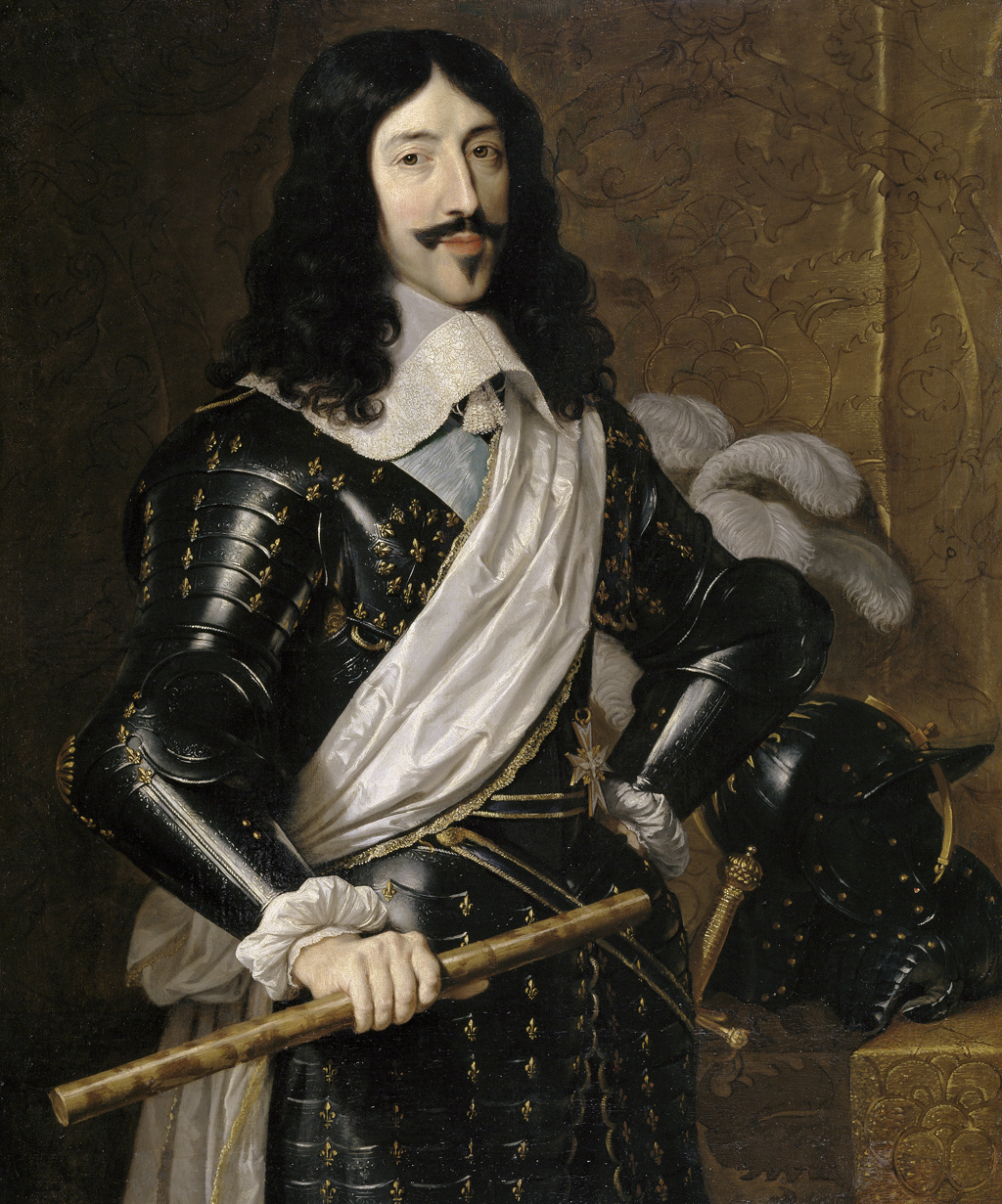
Luigi XIII di Francia

Nel 1640 la Francia era in guerra contro la Spagna e, allo stesso tempo, doveva domare le ribellioni nobiliari. Le armate francesi erano impegnate, per combattere gli Asburgo, in tre diversi fronti. La Spagna, insieme al suo impero, era considerata la più grande potenza dell'epoca. Luigi XIII di Francia, accogliendo i suggerimenti del cardinale Richelieu, diede così sostegno alle pretese di Giovanni di Braganza. In questo modo la Francia e il Portogallo, avendo gli stessi interessi, conclusero un trattato di alleanza nel 1641. Successivamente, dopo aver firmato un trattato di pace con Madrid, il successore di Richelieu, il cardinale Mazarino abbandonò gli alleati portoghesi e catalani. Con il trattato dei Pirenei, la Francia acquisiva la Catalogna settentrionale; per contro veniva ancora riconosciuto Filippo d'Asburgo come legittimo re del Portogallo. Nonostante questa presa di posizione opportunistica da parte della Francia, le relazioni tra questa e il Portogallo si disgelarono solo sette anni dopo, perché re Alfonso VI sposò una principessa francese.

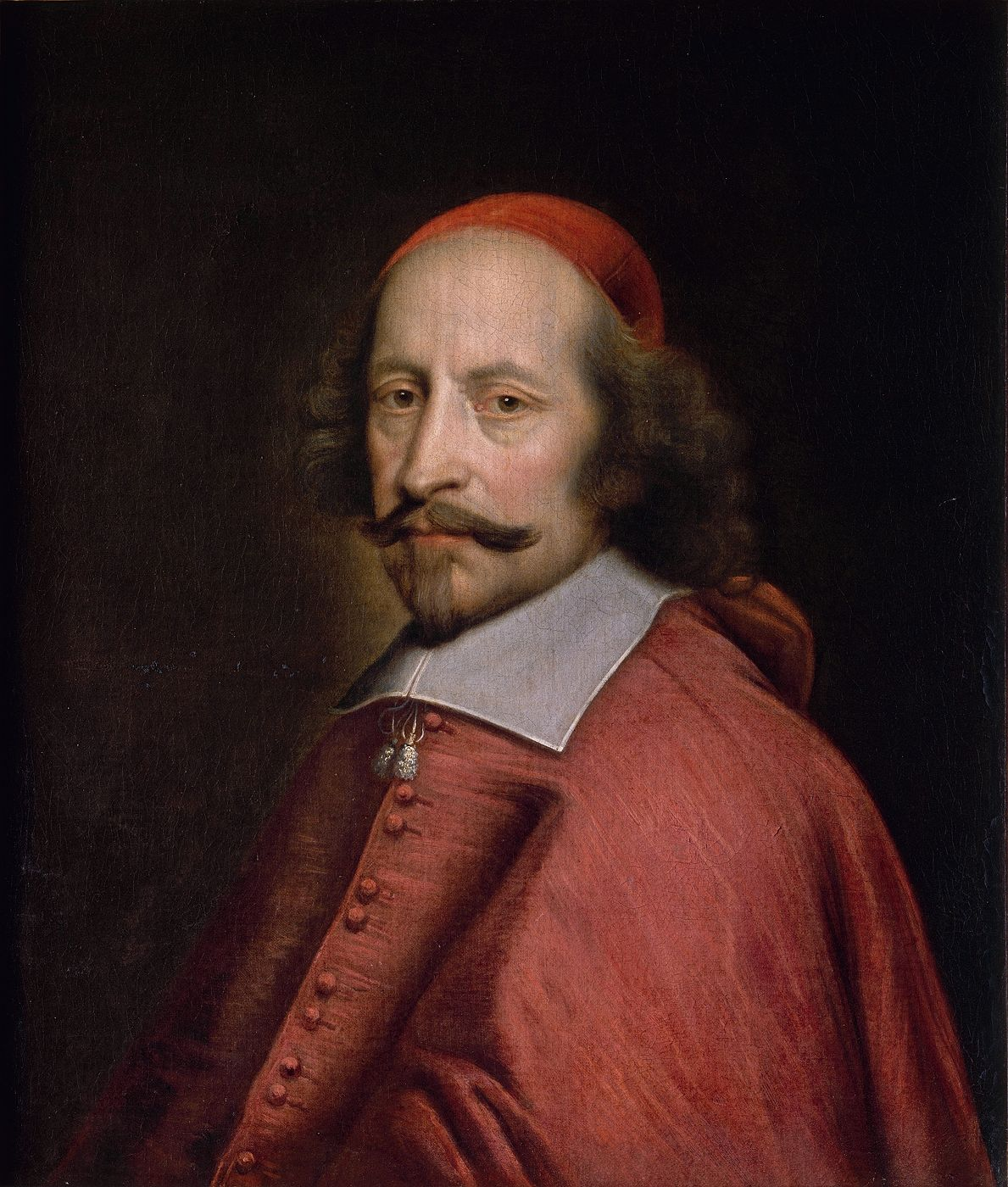
Cardinale Mazzarino

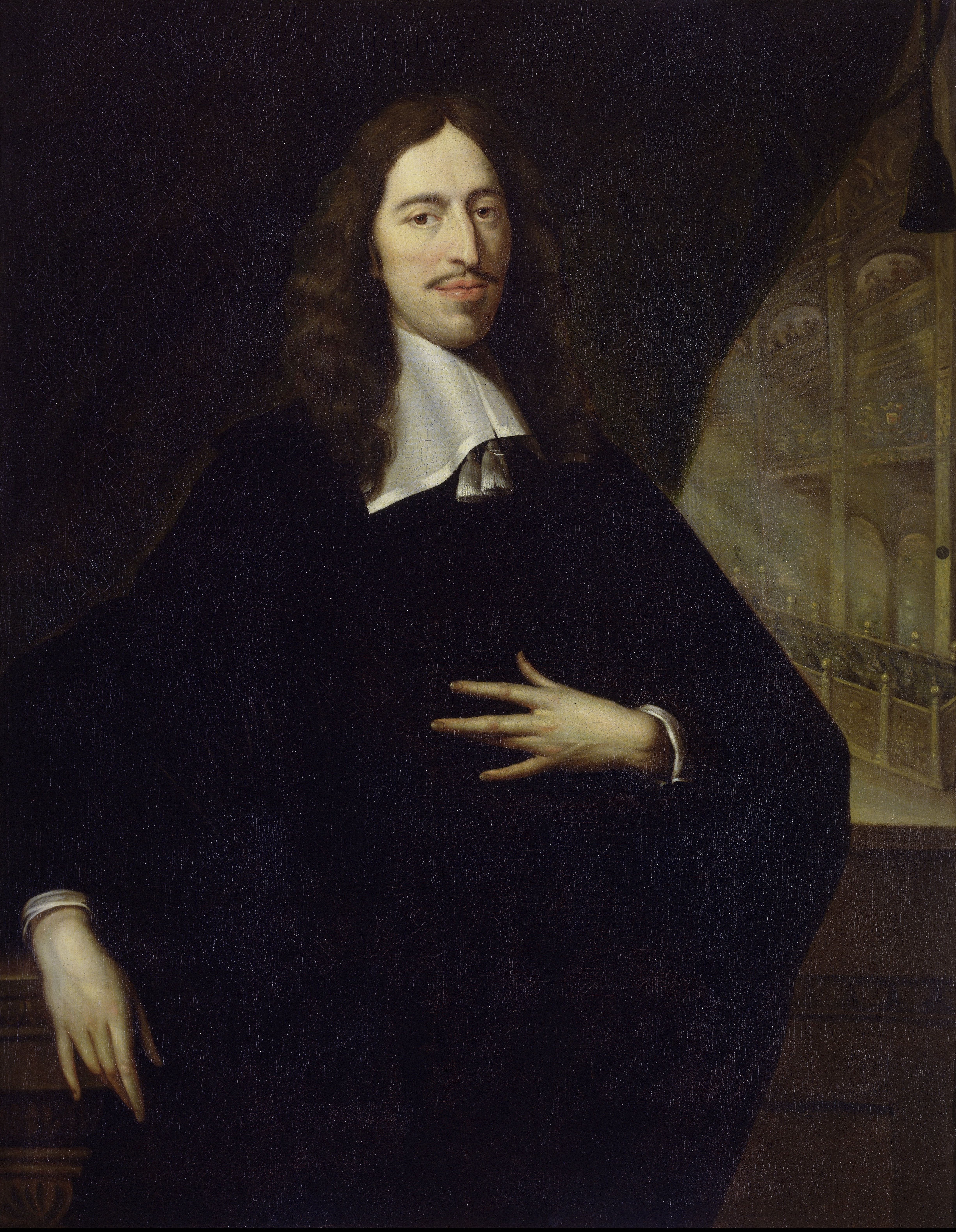
Johan de Wit, Grand Pensionary of Holland

Nel 1640 il Portogallo era in guerra con i Paesi Bassi da più di quaranta anni. La causa del conflitto stava nel fatto che la Spagna stava combattendo i protestanti olandesi e pertanto, avendo un monarca castigliano, il Portogallo ne fu coinvolto. La guerra tra Paesi Bassi e Portogallo fu combattuta oltremare. Le compagnie olandesi delle Indie attaccarono ripetutamente i possedimenti portoghesi. Il Portogallo si trovava sulla difensiva e non venne aiutato dai cugini iberici. Dopo l'acclamazione di Giovanni di Braganza, i Paesi Bassi e il Portogallo firmarono una tregua per combattere il nemico comune.
Nel 1640 l'Inghilterra si trovava imbrigliata nella sua guerra civile. In questo periodo tra Inghilterra e Portogallo ci furono alcuni problemi diplomatici, poiché la corte reale portoghese riconosceva ancora i principi inglesi, mentre il parlamento inglese aveva vinto la sua guerra anti-monarchica. Queste poco amichevoli relazioni durarono anche all'epoca della dittatura di Cromwell. Dopo la restaurazione della dinastia Stuart, fu possibile riprendere le relazioni tra Inghilterra e Portogallo, culminate con il matrimonio di Carlo II d'Inghilterra con Caterina di Braganza, sorella, Alfonso VI.

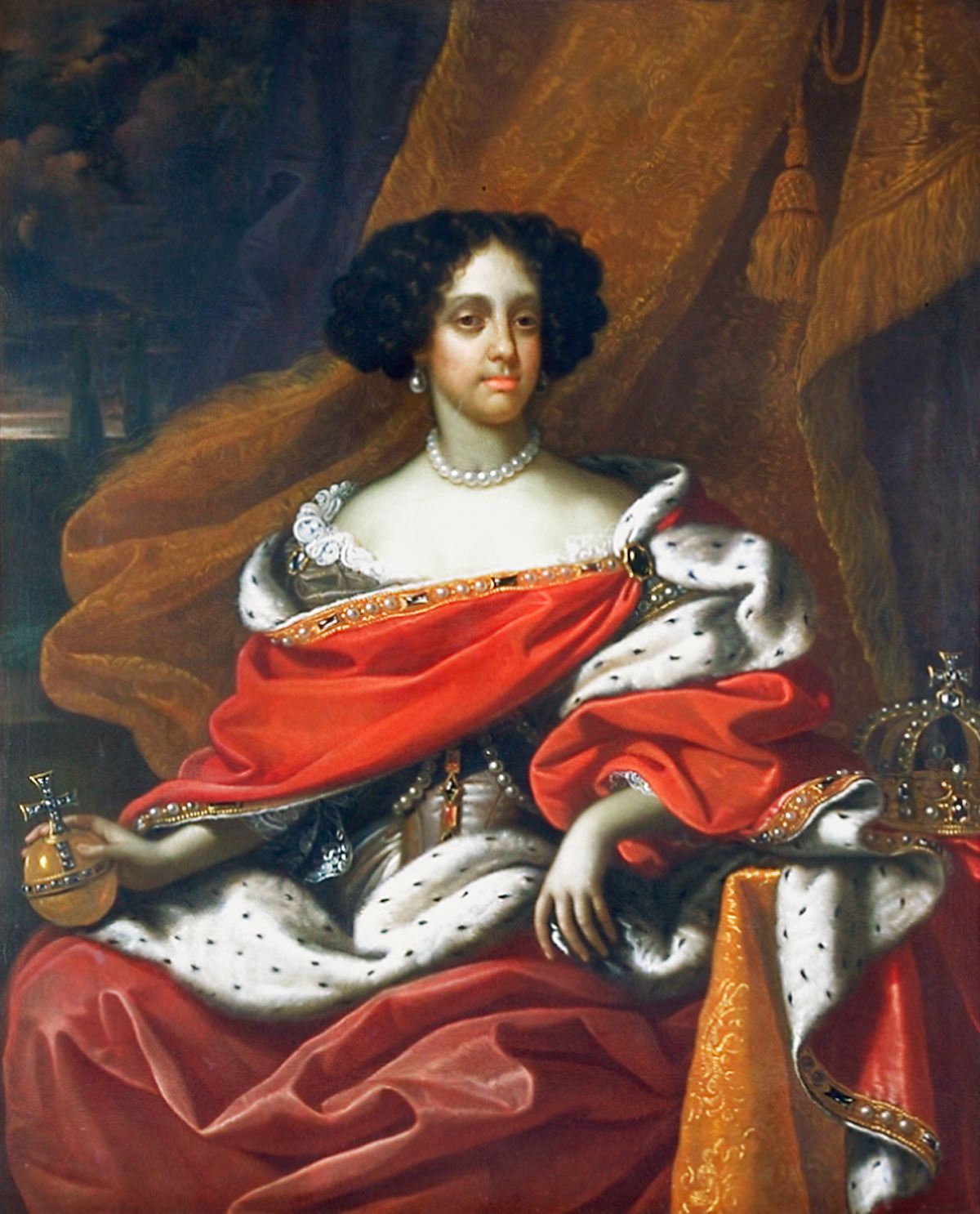
Caterina di Braganza

## La guerra
Militarmente, la guerra di restaurazione portoghese consistette soprattutto di schermaglie di confine ed attacchi di cavalleria per saccheggiare le città di confine, oltre che a saltuarie invasioni. Ci furono soltanto cinque battaglie in ventotto anni di ostilità.
La guerra di secessione portoghese si è sviluppata in tre fasi:
- prima fase (1640-1646), dove la Spagna tentò, con scarsi risultati, di reprimere l'insurrezione.
- seconda fase (1646-1660), caratterizzata da piccole incursioni, mentre la Spagna era concentrata in altri campi di battaglia;
- terza fase (1660-1668), durante la quale Filippo d'Asburgo tentò una vittoria decisiva che avrebbe posto fine alle sue ostilità.

### Prima fase
Sperando in una facile vittoria in Portogallo, la Spagna inviò immediatamente sette reggimenti verso la frontiera portoghese, ma i ritardi del conte di Monterrey sprecarono ogni vantaggio immediato. Nel 1641 fallì un contrattacco portoghese e il conflitto si avviò verso lo stallo.
Il 26 maggio 1644, una colonna di truppe spagnole (6 500 fanti, 2 300 cavalieri e 5 cannoni), comandate da Girolamo Maria Caracciolo, III marchese di Torrecuso, si impose nella battaglia di Montijo sui portoghesi (6 000 fanti, 1 100 cavalieri e 7 cannoni), comandati da Matias de Albuquerque. I primi persero 1 000 uomini, contro i 4 000 dei portoghesi. Poco dopo, nel novembre 1644, Caracciolo attraversò il confine a Badajoz per attaccare la città portoghese di Elvas, che assediò per nove giorni. Gli spagnoli soffrirono pesanti perdite e furono costretti a ritirarsi.
La guerra, a un certo punto, assunse un carattere particolare, poiché diventò uno scontro di frontiera, spesso tra forze locali, vicini che si conoscevano bene, ma questa familiarità non moderò gli impulsi distruttivi e sanguinari delle due parti. La natura sfrenata del combattimento fu esacerbata dal frequente uso di mercenari. Incidenti di estrema crudeltà furono registrati da entrambe le parti.
Vennero aperti tre teatri di guerra, ma la maggior parte dei combattimenti si focalizzò a nord, vicino alla Galizia e alla frontiera centrale tra l'Alentejo e l'Estremadura castigliana. Il fronte meridionale, dove l'Algarve confina con l'Andalusia, era un obiettivo logico per il Portogallo, ma non venne mai sfruttato, probabilmente per il fatto che la regina portoghese, Luisa de Guzmán, era la sorella del duca di Medina Sidonia, una delle famiglie più importanti dell'Andalusia.
La Spagna inizialmente rimase sulla difensiva; d'altra parte il Portogallo non era interessato a conquistare territori castigliani. Le campagne consistevano soprattutto di correrias (scorrerie) per bruciare campi, saccheggiare città e rapinare capi di bestiame al nemico. I soldati e gli ufficiali erano soprattutto mercenari, interessati in particolare a far bottino ed erano proni facilmente alla diserzione. Per un certo periodo di tempo, mancando di soldi e uomini, nessuna delle due parti avviò una vera campagna militare e quando ne furono intraprese spesso erano mosse da considerazioni più politiche che militari. Un anno dopo l'altro, la maggior parte dei veri combattimenti ebbe luogo solo in primavera e in autunno.

### La seconda fase
La guerra fu anche dispendiosa. Negli anni Cinquanta c'erano oltre ventimila soldati nella sola Estremadura, paragonati ai ventisettemila impegnati nelle Fiandre. Tra il 1649 e il 1654, circa il 29 percento della spesa militare spagnola andò per combattere il Portogallo. Il Portogallo fu abile a finanziare i suoi sforzi militari, grazie alle entrate del commercio delle spezie e dello zucchero; inoltre ricevette forte sostegno dalla Francia, dall'Inghilterra e dai Paesi Bassi.
Gli anni Cinquanta non furono militarmente decisivi, ma importanti dal lato diplomatico. La morte di Giovanni di Braganza nel 1656 portò alla reggenza la moglie, seguita da una crisi di successione. Nonostante questi problemi, il Portogallo riuscì a scacciare gli olandesi dal Brasile (1654) e a firmare un trattato con l'Inghilterra (sempre nel 1654). Con la sottoscrizione del Trattato di Westfalia portava alla fine le ostilità tra Francia e Spagna e la fine delle ostilità in Catalogna, la Spagna fu così in grado di riversare i suoi sforzi contro il Portogallo, ma si trovava di fronte alla mancanza di uomini, risorse e, specialmente, buoni comandanti militari.
Il 14 gennaio 1659, nella battaglia alle Lineas de Elvas, 8 000 fanti e 2 900 cavalieri portoghesi con 7 cannoni sconfissero un esercito spagnolo più numeroso (14 000 fanti e 5 000 cavalieri): i vincitori persero 200 uomini, mentre gli sconfitti lasciarono sul campo ben 9 000 fanti e 4 700 cavalieri.

### Terza fase
Nel 1662, la Spagna si impegnò per porre fine alla ribellione in Portogallo. Giovanni d'Austria, figlio illegittimo di Filippo IV, comandò 14000 uomini che penetrarono nell'Alentejo, e l'anno seguente riuscirono a conquistare Évora, la maggiore città della regione. I portoghesi, sotto il Marchese di Marialva António Luís de Meneses e il soldato di ventura Friedrich von Schomberg, che vennero contattati, insieme ad altri ufficiali stranieri, per sostenere il comando delle armate portoghesi, furono in grado di rovesciare la situazione, poiché riuscirono a sconfiggere gli spagnoli nella Battaglia di Ameixial l'8 giugno 1663, obbligando Giovanni d'Austria ad abbandonare Evora e a ritirarsi. In questo scontro 20 000 portoghesi fronteggiarono 22 000 spagnoli: i vincitori ebbero 2 000 perdite, gli spagnoli lamentarono 4 000 morti, 2 500 feriti e 3 500 prigionieri.
Il 7 luglio 1664, 2 500 combattenti portoghesi ebbero la meglio su 3 000 spagnoli, nella zona del castello Rodrigo.
I portoghesi avevano allora 30 000 soldati nel confine Alentejo-Estremadura, ma non potevano spingere ad una nuova battaglia fino al giugno 1665, quando un nuovo comandante spagnolo, il Marchese di Caracena Luis de Benavides Carrillo, riuscì a conquistare Vila Viçosa con circa 23 000 uomini, con reclute provenienti anche dall'Italia e dalla Germania. I portoghesi, al comando sempre del duca di Schomberg, si scontrarono con gli spagnoli nella Battaglia di Montes Claros il 17 giugno 1665. La fanteria portoghese riuscì a battere la cavalleria spagnola (per la precisione, 7 600 cavalieri, inclusi mercenari tedeschi ed italiani, affiancati da 15 000 fanti): gli spagnoli, in questa battaglia, persero circa 10 000 uomini (4 000 morti e 6 000 prigionieri), infliggendo ai portoghesi (che erano forti di 20 500 uomini, tra cui contingenti inglesi, irlandesi, scozzesi e francesi) circa 2 700 perdite (700 morti e 2 000 feriti). Poco dopo, i portoghesi furono a Vila Viçosa. Queste furono le ultime battaglie della guerra.
Successivamente entrambi i contendenti ritornarono alle piccole schermaglie. Il Portogallo, grazie all'intercessione dell'Inghilterra, cercò una tregua, ma dopo la vittoria di Montes Claros e con la firma di un trattato di alleanza franco-portoghese nel 1667, la Spagna riconobbe l'indipendenza del Portogallo il 13 febbraio 1668.